# Фламбирование

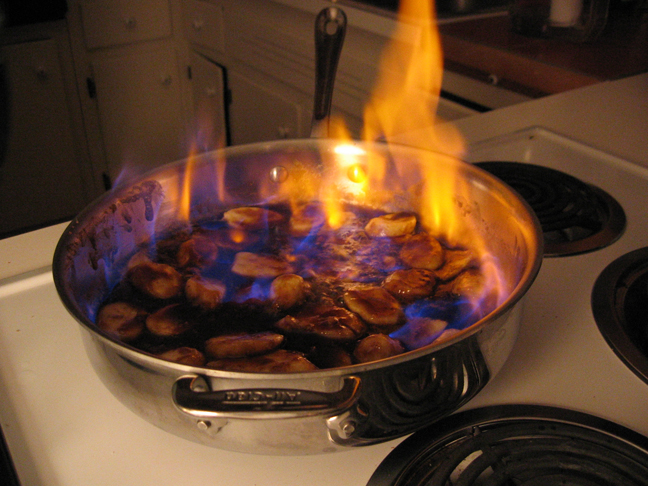
Фламбирование

Фламбирова́ние (иногда «фламбе́», фр. flambé, от фр. flamber — пылать, пламенеть) в кулинарии — приготовление пищи в условиях «естественного» огня. Приём кулинарной обработки, при котором блюдо поливают коньяком, водкой или другим крепким алкогольным напитком и поджигают, при этом спирт выгорает, а у блюда появляются своеобразные вкус и аромат.
В ресторане фламбирование может выполняться перед подачей на глазах у клиентов. В этом случае подача блюда приобретает элемент шоу, иногда при этом гасят или приглушают свет.